# Taiwan i olympiska sommarspelen 1984
Taiwan deltog i de olympiska sommarspelen 1984 med en trupp bestående av 38 deltagare, och bästa resultat blev bronsmedalj. De tävlade under namnet Kinesiska Taipei för första gången efter att ha bojkottat OS 1976 och 1980 på grund av namnkonflikt med Kina. Taiwan hade tidigare tävlat under namnet Republiken Kina och ansåg sig även representera hela fastlandet.

## Boxning
Lätt flugvikt
- Chung Pao-Ming
  - Första omgången — Bye
  - Andra omgången — Förlorade mot Keith Mwila (KEN), RSC-2

## Bågskytte
Damernas individuella
- Lu Jui-Chiung — 2226 poäng (→ 42:a plats)

Herrarnas individuella
- Tu Chih-Chen — 2376 poäng (→ 42:a plats)

## Friidrott
Herrarnas maraton
- Chen Chang-Ming
  - Final — 2:29:53 (→ 56:e plats)

Herrarnas längdhopp
- Lee Fu-An
  - Kval — 7,23m (→ gick inte vidare, 20:e plats)

Herrarnas höjdhopp
- Liu Chin-Chiang — 2,10m (→ gick inte vidare)

Herrarnas spjutkastning
- Chen Hung-Yen
  - Kval — 71,48m (→ gick inte vidare, 24:e plats)

Herrarnas tiokamp
- Guu Jin-Shoel
  - Slutligt resultat — 7629 poäng (→ 16:e plats)

- Lee Fu-An
  - Slutligt resultat — 7541 poäng (→ 19:e plats)

Damernas 400 meter häck
- Lai Lih-Jiau
  - Heat — 58,54 (→ gick inte vidare)

Damernas höjdhopp
- Liu Yen-Chiu
  - Kval — 1,70m (→ gick inte vidare, 29:e plats)

Damernas spjutkastning
- Lee Hui-Chen
  - Kval — 52,46m (→ gick inte vidare)

Damernas sjukamp
- Tsai Li-Jiau
  - Slutligt resultat — 5447 poäng (→ 18:e plats)

## Fäktning
Herrarnas florett
- Lee Tai-Chung
- Tsai Shing-Hsiang

Herrarnas värja
- Lee Tai-Chung
- Tsai Shing-Hsiang

## Modern femkamp
Herrarnas individuella tävling
- Chen Kung-Liang